# Lukács Norbert
Lukács Norbert (1992. december 24. –) magyar szabadfogású birkózó. A BHSE sportolója. 2015-ben, 2016-ban, valamint 2017-ben szabadfogásban a 70 kg-os súlycsoportban országos bajnok birkózó.

## Sportpályafutása
Birkózói pályafutását a Csepeli Birkózó Clubnál kezdte. 2015-ben és 2013-ban a Csepeli BC sportolójaként országos bajnoki címet szerzett szabadfogásban a 70 kg-os súlycsoportban. 2017-ben szabadfogásban országos egyéni bajnok lett a 70 kg-os súlycsoportban, a BHSE BC sportolójaként.
A 2017-es birkózó-világbajnokság-on a 65 kg-os súlycsoportban a selejtezőben 5–1-re legyőzte izraeli ellenfelét, Emrach Gasanov-ot. A nyolcaddöntőben azonban alulmaradt ukrán ellenfelével, Gor Ogannesyannal szemben 10–0-ra vesztett.
A 2018-as felnőtt szabadfogású Európa-bajnokság selejtezőjében a bolgár Miroslav Kirol volt ellenfele, akitől 6–1-re kikapott. Ellenfele végül alulmaradt azeri kihívójával szemben, így vigaszágon nem kapott esélyt a folytatásra.
A 2018-as birkózó-világbajnokságon a selejtezőben ellenfele az örmény Davit Szafariján volt. Mérkőzésére 2018. október 22-én került sor. A küzdelem során az örmény versenyző 4–1-re nyerte a mérkőzést.